# UNTAES
UNTAES je engleska skraćenica za UN Transitional Administration in Eastern Slavonia, Baranja and Western Sirmium i ime je za Prelaznu upravu Ujedinjenih nacija za Istočnu Slavoniju, Baranju i Zapadni Srem, koja je bila stvorena na osnovu Dejtonskog sporazuma potpisanog 1995. godine. UNTAES je započeo sa radom 15. januara 1996. godine i njegov mandat je završio 15. januara 1998. godine.

## Literatura
- Barić, Nikica (2011). „Srpska oblast Istočna Slavonija, Baranja i Zapadni Srijem – od "Oluje" do dovršetka mirne reintegracije hrvatskog Podunavlja (prvi dio)”. Scrinia Slavonica. 11: 393—454.
- Barić, Nikica (2012). „Srpska oblast Istočna Slavonija, Baranja i Zapadni Srijem - od "Oluje" do dovršetka mirne reintegracije hrvatskog Podunavlja (drugi dio)”. Scrinia Slavonica. 12: 323—370.
- Bing, Albert (2007). „Put do Erduta: Položaj Hrvatske u međunarodnoj zajednici 1994-1995. i reintegracija hrvatskog Podunavlja”. Scrinia Slavonica. 7: 371—404.
- Bing, Albert (2008). „Sjedinjene Američke Države i reintegracija hrvatskog Podunavlja”. Scrinia Slavonica. 8: 336—365.
- Radišić, Dragan (2002). Hronologija događaja na prostoru prethodne Jugoslavije 1990-1995. Banjaluka: Glas srpski.
- Holjevac-Tuković, Ana (2015). „Temeljni sporazum o području istočne Slavonije, Baranje i zapadnog Srijema (Erdutski sporazum) i uvjeti za njegovu provedbu”. Časopis za suvremenu povijest. 47 (3): 617—634.